# US Open Beer Championship
De United States Open Beer Championship is een jaarlijkse wedstrijd die sinds 2009 wordt georganiseerd door Dow Scoggins, Jon Downing en Rick Roberts. De wedstrijd heeft anno 2012 steeds plaatsgevonden in Atlanta.

## Winnaars
Deze lijst bevat de winnaars uit België, Nederland, de landen van de Nederlandse Antillen en Suriname.
| jaar | Datum   | inzendingen (landen) | categorie                        | prijs  | naam                            | brouwerij                           | land      |
| ---- | ------- | -------------------- | -------------------------------- | ------ | ------------------------------- | ----------------------------------- | --------- |
| 2009 |         | ? (?)                | Best Belgian & French Ale        | Brons  | Orval                           | Brouwerij Orval                     | België    |
| 2009 |         |                      | Best Belgian lambic              | Zilver | Lindemans Framboise             | Brouwerij Lindemans                 | België    |
| 2009 |         |                      | Best Belgian lambic              | Brons  | Kriek De Ranke                  | Brouwerij De Ranke                  | België    |
| 2010 |         | +700 (50)            | Best Stout                       | Brons  | Max Darkest                     | Dirk Denneman Brewing               | Nederland |
| 2010 |         | +700 (50)            | Best Belgian & French Ale        | Zilver | Orval                           | Brasserie d'Orval                   | België    |
| 2010 |         | +700 (50)            | Best Belgian & French Ale        | Brons  | Troubadour Blond                | Brouwerij The Musketeers            | België    |
| 2010 |         | +700 (50)            | Best Belgian lambic              | Zilver | Gueuze Cuvée René               | Brouwerij Lindemans                 | België    |
| 2011 | 4 juli  | +1200 (50)           | Best Belgian & French Ale        | Zilver | St. Feuillien Saison            | Brasserie St. Feuillien             | België    |
| 2011 | 4 juli  | +1200 (50)           | Best Belgian & French Saison Ale | Brons  | Saison Dupont                   | Brasserie Dupont                    | België    |
| 2011 | 4 juli  | +1200 (50)           | Best Belgian & French Ale        | Goud   | Omer.                           | Brouwerij Bockor                    | België    |
| 2011 | 4 juli  | +1200 (50)           | Best Belgian Abbey Ale           | Zilver | Urthel Samaranth                | De Leyerth Brouwerijen              | België    |
| 2012 | 31 juli | +1650 (50)           | Best English Brown Ale           | Zilver | Tilburg's Dutch Brown           | Bierbrouwerij De Koningshoeven B.V. | Nederland |
| 2012 | 31 juli | +1650 (50)           | Best Belgian & French Ale        | Goud   | St. Feuillian Tripple           | Brasserie St. Feuillien             | België    |
| 2012 | 31 juli | +1650 (50)           | Best Belgian & French Ale        | Zilver | Tripel Karmeliet                | Brouwerij Bosteels                  | België    |
| 2012 | 31 juli | +1650 (50)           | Best Belgian & French Ale        | Brons  | La Trappe Triple                | Bierbrouwerij De Koningshoeven B.V. | Nederland |
| 2012 | 31 juli | +1650 (50)           | Best Gluten Free                 | Goud   | Brunehaut Amber                 | Brasserie Brunehaut                 | België    |
| 2012 | 31 juli | +1650 (50)           | Best Gluten Free                 | Zilver | Brunehaut Blond                 | Brasserie Brunehaut                 | België    |
| 2013 | 4 juli  | +2500 (68)           | Best Belgian Lambic              | Goud   | Lindemans Framboise             | Brouwerij Lindemans                 | België    |
| 2013 | 4 juli  | +2500 (68)           | Best Belgian Witbier             | Brons  | Blanche de Namur                | Brasserie Du Bocq                   | België    |
| 2013 | 4 juli  | +2500 (68)           | Best Gluten Free                 | Brons  | Brunehaut Amber                 | Brasserie Brunehaut                 | België    |
| 2014 | 4 juli  | 3000 (81)            | Best French / Belgian Ale        | Zilver | Cuvée des Trolls                | Brasserie Dubuisson Frères          | België    |
| 2014 | 4 juli  | +3000 (81)           | Best Belgian Lambic              | Goud   | Lindemans Peche                 | Brouwerij Lindemans                 | België    |
| 2014 | 4 juli  | +3000 (81)           | Best of Show Organic Beer        | Zilver | Foret Saison                    | Brasserie Dupont                    | België    |
| 2014 | 4 juli  | +3000 (81)           | Best Gluten Free                 | Brons  | Foret Libro gluten free         | Brasserie Dupont                    | België    |
| 2014 | 4 juli  | +3000 (81)           | Best Non alcoholic               | Brons  | Buckler                         | Brouwerij Heineken                  | Nederland |
| 2015 | juli    | +4000 (90)           | Best Gluten Free                 | Brons  | Foret Libro gluten free         | Brasserie Dupont                    | België    |
| 2015 | juli    | +4000 (90)           | Best Belgian Lambic              | Brons  | Lindemans Cuvée Rene Oude Geuze | Brouwerij Lindemans                 | België    |
| 2015 | juli    | +4000 (90)           | Best Gluten Free                 | Brons  | Green’s Gluten-Free IPA         | Brasserie Green’s                   | België    |